# Beugré Yago
Pour les articles homonymes, voir Beugré et Yago.
Eugène Beugré Yago, né le 15 décembre 1969, est un ancien footballeur international  de Côte d'Ivoire. Il a été champion de la CAN 1992 au Sénégal. 

## Ses clubs comme joueur
- 1988 - 1989 : AS Sotra
- 1990 - 1994 : Africa Sports
- 1995 - 1998 :  Koweït Club
- 1999 - 2000 :  Carthage